# نرکین سوس
نرکین سوس (ارمنی: Ներքին Սուս) یک منطقهٔ مسکونی در جمهوری آرتساخ است که در استان کاشاتاق واقع شده‌است که بر اساس سرشماری سال ۲۰۰۵ بالغ بر ۱۱۲ نفر جمعیت دارد.